# Chlorida curta
Chlorida curta là một loài bọ cánh cứng trong họ Cerambycidae.